# گریگوری پل جوردن
گریگوری پل جوردن ( انگلیسی: Gregory Paul Jordan؛ ۱۸۵۸ – ۱۹۲۱) پزشک و آموزگار ارمنی‌تبار اهل هند-بریتانیا بود.

## زندگی‌نامه
وی در ۱۸۵۸ در کلکته به دنیا آمد وی خواهرزاده پل چاتر بود وی در سال ۱۸۸۰ با مدرک کارشناسی پزشکی و جراحی از دانشگاه ادینبرو فارغ‌التحصیل گشت. سپس در وین و پاریس ادامه تحصیل داد.  وی در ۴ دسامبر ۱۹۲۱ در سن سالگی در لندن درگذشت.